# 犁市镇
犁市镇，是中华人民共和国广东省韶关市浈江区下辖的一个乡镇级行政单位。

## 行政区划
犁市镇下辖以下地区：
犁市社区、黄沙村、黄塘村、黄竹村、犁市村、新联村、群丰村、沙园村、石下村、五四村、下园村、下陂村、厢廊村、大村、梅塘村和溪头村。

## 交通
- 京广铁路：梅村站